# Davis Guggenheim

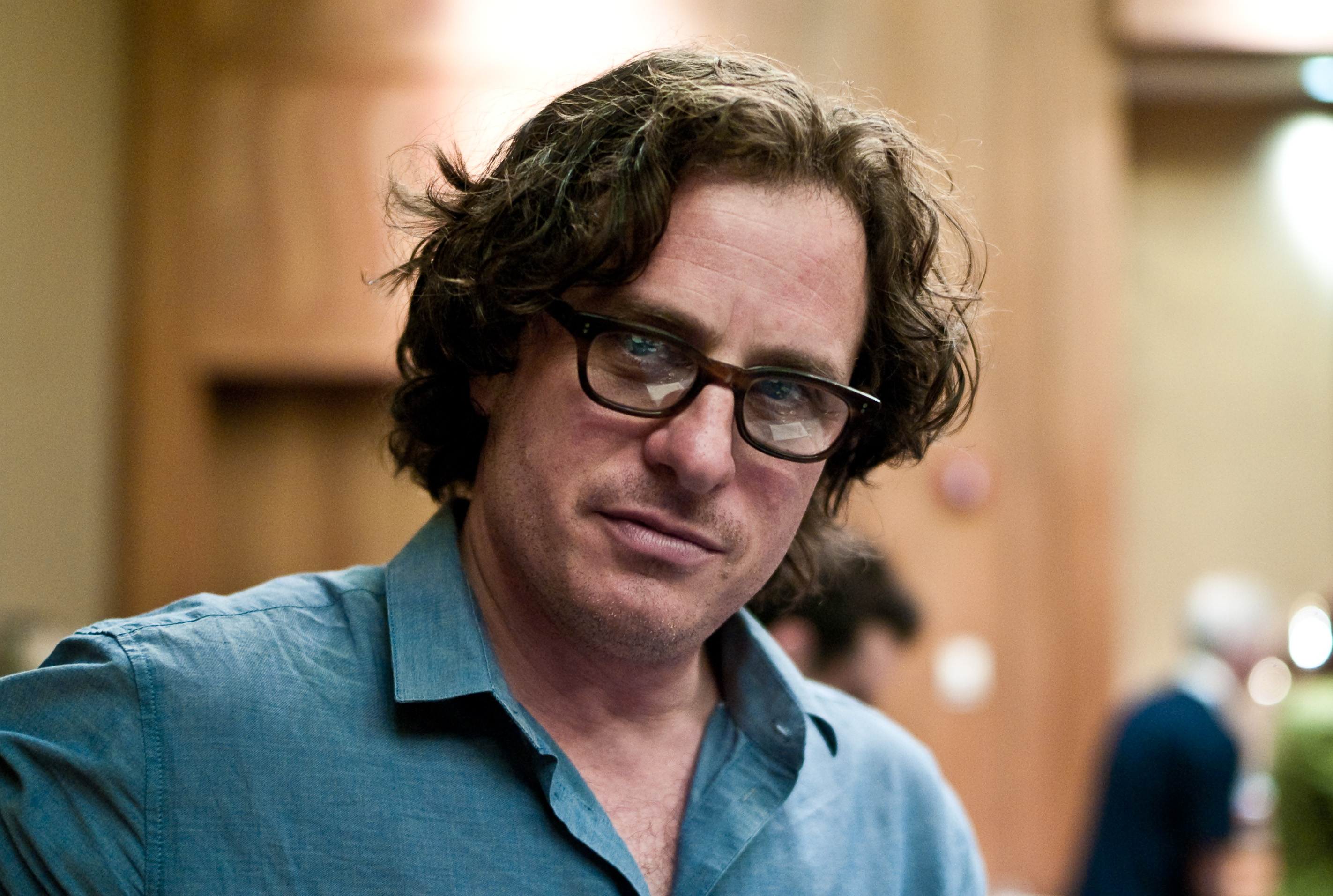
Davis Guggenheim (2009)

Philip Davis Guggenheim (* 11. März 1963 in St. Louis, Missouri) ist ein US-amerikanischer Regisseur und Filmproduzent. Guggenheim gewann 2007 den Oscar für den besten Dokumentarfilm (Eine unbequeme Wahrheit).

## Leben
Guggenheim wurde 1963 als Sohn des Filmemachers Charles Guggenheim und dessen Frau Marion geboren. Er studierte an der Brown University in Providence. Guggenheim übernahm unter anderem die Regie bei einigen Folgen der Fernsehserien Party of Five, New York Cops – NYPD Blue und Deadwood. Als Produzent war er verantwortlich für Filme wie Training Day und Gracie. Für Gracie schrieb Guggenheim auch das Drehbuch.
2007 wurde Guggenheim für seinen Dokumentarfilm Eine unbequeme Wahrheit mit dem Oscar ausgezeichnet. Der Film entstand aus einer Diashow des ehemaligen Vizepräsidenten der USA, Al Gore, und behandelt die Problematik der globalen Erwärmung. Für Barack Obamas Wahlkampf produzierte Davis Guggenheim einen halbstündigen Werbefilm, der im Oktober 2008, eine Woche vor der Präsidentenwahl, auf allen großen Sendern zur Primetime ausgestrahlt wurde.
Guggenheim ist seit 1994 mit der Schauspielerin Elisabeth Shue verheiratet. Das Paar hat einen Sohn und zwei Töchter.

## Filmografie (Auswahl)

### Als Regisseur
- 1991: Sisters
- 1996: Emergency Room – Die Notaufnahme (ER)
- 2000: Tödliche Gerüchte (Gossip)
- 2002: 24 (2 Episoden)
- 2002: Alias – Die Agentin (Alias)
- 2006: Eine unbequeme Wahrheit (An Inconvenient Truth)
- 2007: Gracie
- 2008: It Might Get Loud
- 2010: Waiting for Superman
- 2011: From the Sky Down
- 2015: Malala – Ihr Recht auf Bildung (He named me Malala)
- 2023: Still: A Michael J. Fox Movie (Dokumentarfilm)

### Als Produzent
- 2001: Training Day
- 2001: The First Year
- 2004: Deadwood
- 2007: Gracie
- 2008: It Might Get Loud
- 2019: Der Mensch Bill Gates (Inside Bill’s Brain: Decoding Bill Gates)
- 2023: Still: A Michael J. Fox Movie (Dokumentarfilm)